# سرن د ناخیما
سرن د ناخیما (به اسپانیایی: Serón de Nágima) یک دهستان در اسپانیا است که در سریا واقع شده‌است.

## خصوصیات
سرن د ناخیما ۶۰ کیلومترمربع مساحت و ۲۵۴ نفر جمعیت دارد.